# Inga & Wolf
Inga & Wolf est un duo allemand de schlager.

## Histoire
Inga (née Ingrid Franke le 19 août 1949 à Wittenberg) a une formation de laborantine. Son époux Wolf (né Wolfgang Preuß le 5 octobre 1949 à Berlin) est vendeur.
À la fin des années 1960, le duo se produit dans des clubs de Berlin-Ouest. Le morceau Was hast du in der Schule gelernt passe à la radio. Le couple se produit bientôt à la télévision. En 1972, Reinhard Mey écrit pour eux sous le pseudonyme d'Alfons Yondraschek le titre Gute Nacht, Freunde. Le duo participe à la sélection pour représenter l'Allemagne au concours Eurovision de la chanson 1972 et finit à la quatrième place. Cependant il devient connu dans toute l'Allemagne de l'ouest ; le single atteint la 22e place des ventes et est disque d'or.
L'année suivante, il participe de nouveau au concours de sélection et finit troisième avec Schreib ein Lied, une chanson écrite et composée par Wolfgang Schulz, du duo Schobert & Black.
Après quelques succès mineurs, le couple se sépare sur scène et à la ville. Inga épousera plus tard Wolfgang Schulz.

## Discographie
Albums
- Songs und Chansons (1971)
- Lieder aus dem Alltag (1972)
- Du siehst die Zeit nicht vergeh'n (1974)
- Setz dich zu mir (1976)
- ... denn ich bin ein Untertan - Lieder der Vorrevolution (Inga avec Schobert & Black) (1979)
- Kennst du das Gefühl (album solo d'Inga) (1982)
- Gute Nacht, Freunde (sampler) (1991)

Singles
- Gute Nacht, Freunde / Das Stundenglas (1972)
- Auf Ein Bier / Mukelo (1972)
- Großstadtnacht / Ich würde alles vergessen (1972)
- Schreib ein Lied / Manchmal (1973)
- An der Küste eines Meeres / Elternativen (1974)
- Sonntag 11 Uhr / Guten Morgen (1975)
- Sportsfreund / Einfach so mal Liebe spielen (1977)
- Das wird nie wieder gescheh'n / Ich hab nur Zeit verlor'n (Single solo de Wolf) (1982)

## Source de la traduction
- (de) Cet article est partiellement ou en totalité issu de l’article de Wikipédia en allemand intitulé « Inga und Wolf » (voir la liste des auteurs).